# BIG PICTURE FAMILY
《Big Picture Family》由韓國SBS電視台播出。由車仁表、柳秀榮、朴贊浩、于曉光，4名愛情高手在慶尚南道統營合住一周，拍下記錄珍貴瞬間的人生照片的真人秀節目。

## 每集嘉賓
- 金世正 (E02~E05）
- 金淑 ， 曹璐（E06~E07)